# Snipers Team

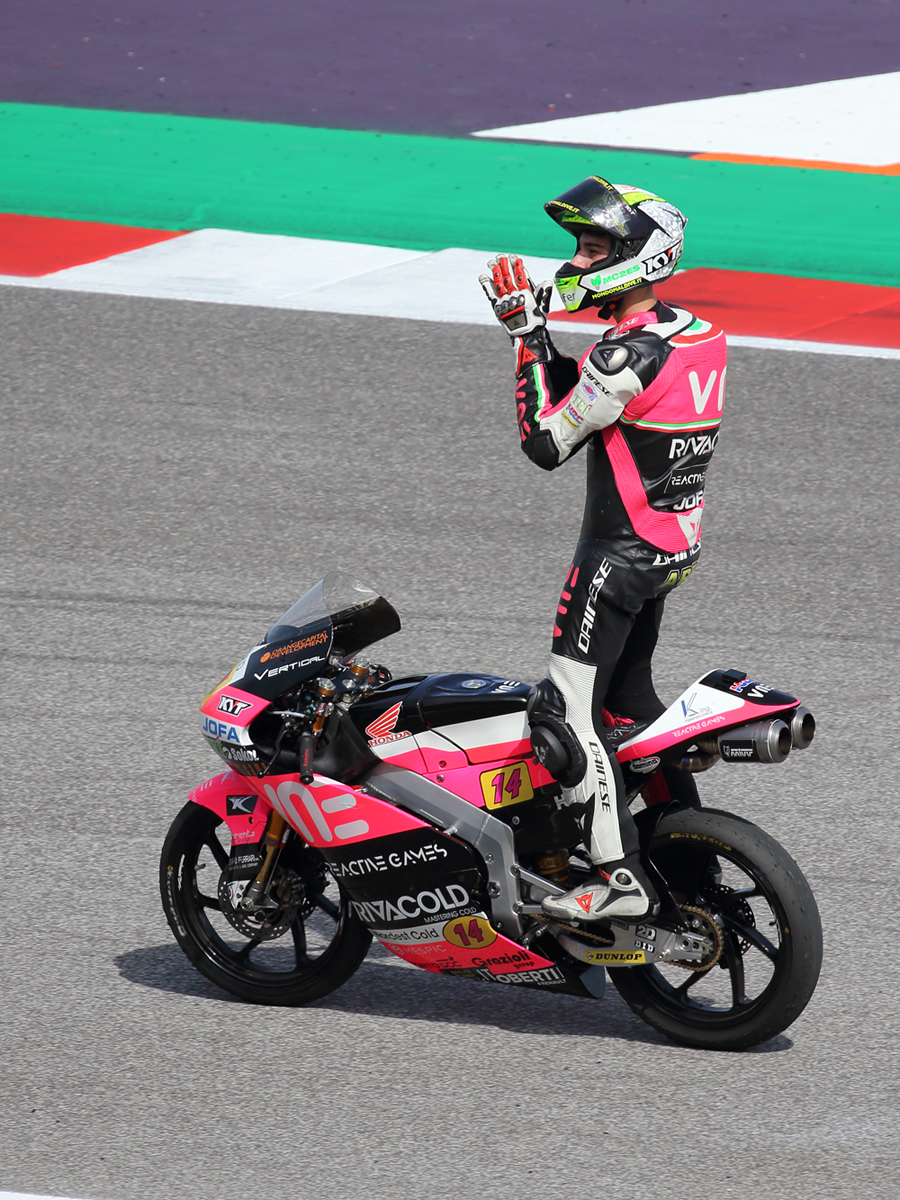
Tony Arbolino beim Großen Preis von San Marino 2019

Das Snipers Team (ehemals Ongetta Rivacold Racing Team) ist ein Motorradsport-Team aus Italien, das seit 2011 in der kleinsten Klasse der Weltmeisterschaft antritt und in dieser Klasse durch Alexis Masbou, Niccolò Antonelli, Romano Fenati, Tony Arbolino und Andrea Migno bisher zehn Rennen gewinnen konnte. Die Fahrer in der Saison 2024 werden David Almansa und Matteo Bertelle sein.
2018 stieg das Team in die Moto2-Klasse auf, musste sich aus finanziellen Gründen jedoch am Saisonende wieder zurückziehen.

## Fahrer und Hersteller
| Saison | Klasse  | Motorrad  | Fahrer                                                                         |
| ------ | ------- | --------- | ------------------------------------------------------------------------------ |
| 2011   | 125 cm³ | Aprilia   | Jakub Kornfeil Harry Stafford Jasper Iwema                                     |
| 2012   | Moto3   | FTR-Honda | Jakub Kornfeil Isaac Viñales Josep Rodríguez                                   |
| 2013   | Moto3   | FTR-Honda | Alexis Masbou Isaac Viñales Matteo Ferrari                                     |
| 2014   | Moto3   | Honda     | Alexis Masbou Zulfahmi Khairuddin                                              |
| 2015   | Moto3   | Honda     | Jules Danilo Niccolò Antonelli                                                 |
| 2016   | Moto3   | Honda     | Jules Danilo Niccolò Antonelli                                                 |
| 2017   | Moto3   | Honda     | Jules Danilo Romano Fenati                                                     |
| 2018   | Moto2   | Kalex     | Romano Fenati Xavier Cardelús                                                  |
| 2018   | Moto3   | Honda     | Tony Arbolino Makar Jurtschenko                                                |
| 2019   | Moto3   | Honda     | Tony Arbolino Romano Fenati José Julián García                                 |
| 2020   | Moto3   | Honda     | Tony Arbolino Filip Salač Adrián Fernández                                     |
| 2021   | Moto3   | Honda     | Andrea Migno Filip Salač Alberto Surra David Salvador                          |
| 2022   | Moto3   | Honda     | Andrea Migno Alberto Surra Syarifuddin Azman José Antonio Rueda Marcos Uriarte |
| 2023   | Moto3   | Honda     | Matteo Bertelle Romano Fenati David Almansa Nicola Carraro                     |

1. 1 2 3 4 5 6 7 8 9 10 11  Ersatzfahrer
2. ↑  Wildcard

## Statistik

### Team-WM-Ergebnisse
Moto2-Klasse
- 2018 – 15.

Moto3-Klasse (seit 2018)
- 2018 – 14.
- 2019 – Dritter
- 2020 – Fünfter
- 2021 – Neunter
- 2022 – Neunter

### Grand-Prix-Siege
| Saison | Klasse | Rennen                         |
| ------ | ------ | ------------------------------ |
| 2014   | Moto3  | Tschechien                     |
| 2015   | Moto3  | Tschechien Japan               |
| 2016   | Moto3  | Katar                          |
| 2017   | Moto3  | USA-Texas San Marino Japan     |
| 2019   | Moto3  | Italien Niederlande Osterreich |
| 2020   | Moto3  | Valencia                       |
| 2022   | Moto3  | Katar                          |